# Sàruman
Sàruman el Blanc és un personatge de ficció de la novel·la fantàstica de J. R. R. Tolkien El Senyor dels Anells. És líder dels Istari, mags enviats a la Terra Mitjana en forma humana pel déu Valar per desafiar a Sàuron, el principal antagonista de la novel·la, però finalment desitja el poder de Sàuron per a ell i intenta fer-se càrrec de la Terra Mitjana per la força de la seva base a Isengard estant. Els seus esquemes són destacats al segon volum, Les dues torres, i al final del tercer volum, El retorn del rei. La seva història anterior es dona breument a El Silmaríl·lion i a Contes inacabats de Númenor i la Terra Mitjana publicat pòstumament.
Sàruman és un dels diversos personatges del llibre que il·lustren la corrupció del poder; el seu desig de coneixement i ordre condueix a la seva caiguda, i rebutja l'oportunitat de redempció quan se li ofereix. El nom Saruman (pronunciat [ˈsɑrumɑn]) significa 'home d'habilitat o astúcia' en el dialecte mercià de l'anglosaxó; serveix com a exemple de tecnologia i modernitat enderrocada per forces més en sintonia amb la natura.

## Biografia

### Abans de la descoberta de l'Anell
A l'inici de la Tercera Edat, a Vàlinor, Manwë va convocar un consell on s'acordà d'enviar uns representants a la Terra Mitjana en forma d'home, per a vigilar les obres d'en Sàuron. Entre els escollits hi havia en Sàruman, un Maiar d'Aulë. Amb ell també van anar en Gàndalf, en Ràdagast, n'Alatar i en Pallando.
Els cinc Istari van arribar a les Rades Grises al voltant de l'any 1000 T.E., i només en Cirdam, que els va veure arribar, va reconèixer-los pel que eren. En Sàruman va estar viatjant durant un mil·lenni i mig cap a l'est, fins que va tornar just quan el poder d'en Sàuron tornava a créixer.
Per prevenir el retorn del Senyor Fosc es va crear el Consell Blanc, i ell en va ser nomenat el cap (tot i que na Galàdriel va voler que aquesta posició l'ocupés en Gàndalf).
L'any 2759 T.E., el senescal de Góndor en Beren va concedir a en Sàruman la Torre d'Òrthanc i l'anell d'Ísengard que l'envoltava perquè els utilitzés com a la seva residència, a canvi que ajudés els homes a defensar-se.
A Òrthanc va trobar-hi un dels set Palantir, però va mantenir la descoberta amagada del Consell Blanc.
L'any 2850 en Gàndalf va descobrir que en Sàuron estava recuperant la seva forma a Dol Guldur, i en Sàruman va instigar al Consell perquè l'ataqués. (Més tard, en Gàndalf creu que amb la intenció d'aconseguir l'Anell). En Sàuron va fugir cap a Mórdor.
Aleshores, en Sàruman va establir contacte amb ell a través del Palantir que en Sàuron havia capturat de Minas Íthil. En les lluites mentals que en van seguir, en Sàruman va acabar esdevenint un servent d'en Sàuron, tot i que la seva voluntat era aconseguir l'Anell per a ell mateix i esdevenir el Senyor Fosc en el seu lloc.

### El Senyor dels Anells
En Sàruman no va revelar les seves veritables intencions fins que en Gàndalf va localitzar l'Anell Únic i va anar a demanar-li consell. Aleshores es va mostrar com a en Sàruman de-molts-colors, i va fer presoner en Gàndalf. En Gàndalf, però, va poder escapar d'Ísengard i va poder avisar de la traïció d'en Sàruman al Consell Blanc durant el Consell de n'Élrond.
Tant el bastió de Saruman d'Isengard com la seva Comarca alterada demostren els efectes negatius de la industrialització i Isengard és enderrocat quan els boscos, en forma dels Ents, s'aixequen literalment contra ell.
Sabent que la guerra s'acostava, en Sàruman va començar a crear un exèrcit d'orcs, dunlendins i d'uruk-hai. També va amagar a en Sàuron la informació que tenia sobre l'Anell i va enviar els seus exèrcits a capturar-lo. Efectivament, una de les tropes d'uruk-hai va trobar la Germandat de l'Anell i va aconseguir matar en Bóromir i capturar en Merry i en Pippin (pensant-se que eren els hòbbits que portaven l'Anell).
Un cop en Gàndalf va alliberar el rei Théoden de Ròhan de la influència d'en Sàruman, Ròhan i Ísengard van entrar en guerra oberta. Tanmateix, la intervenció dels ents i la victòria dels genets de Ròhan a la Gorja d'en Helm va suposar una severa derrota.En Gàndalf va anar a Ísengard i va trencar la vara d'en Sàruman, privant-lo de molts dels seus poders i expulsant-lo de l'orde dels Istari. Va quedar presoner a la seva torre vigilat pels ents.
Saruman és en part l'arquitecte de la seva pròpia caiguda. Kocher, Randel Helms i Shippey escriuen que les accions de Saruman a la primera meitat de Les Dues Torres, encara que amb la intenció de promoure els seus propis interessos, de fet van conduir a la seva derrota i a la de Sàuron: els seus orcs ajuden a dividir la Germandat a Parth Galen, i en el fet d'endur-se dos dels hòbbits inicia una sèrie d'incidents que condueixen a la seva ruïna. Aquest fet allibera els Rohirrim per intervenir a la Batalla dels Camps de Pelennor i després juntament amb els homes de Gondor per assaltar la fortalesa de Mordor de Sàuron i distreure'l de l'esforç final de Frodo per destruir l'Anell.
Shippey diu que això demostra el valor de la persistència davant la desesperació, fins i tot si no es pot veure una sortida. Kocher i Helms escriuen que forma part d'un patró d'esdeveniments providencials i dels efectes inversos de les males intencions al llarg de tot el llibre.

### Després de la caiguda d'en Sàuron
Quan en Barbarbrat va comunicar-li la destrucció de l'Anell i la caiguda d'en Sàuron, va aconseguir convèncer-lo que ja no representava un perill i que el deixés marxar.
Va dirigir-se a La Comarca, que havia aconseguit posar sota el seu control a través del seu aliat Lotho Vilabossot i de Saquet. Fent-se conèixer com a Xarquiu, va causar grans mals en el que es va conèixer com l'Assot de la Comarca, fins que els hòbbits que havien anat a la Guerra de l'Anell van tornar i van plantar-li cara. Després de perdre la Batalla de Voralaigua, en Sàruman va ser apunyalat per l'esquena pel seu servent Llenguadeserp.

## Adaptacions
En la pel·lícula de dibuixos animats de Ralph Bakshi, de l'any 1978, els productors li van canviar el nom de "Sàruman" a "Àruman", considerant que Sàruman i Sàuron s'assemblaven massa i podien portar a confusió.
En la versió cinematogràfica de Peter Jackson, l'actor Christopher Lee interpreta el mag Sàruman en les tres pel·lícules de la trilogia. En aquesta adaptació, el paper d'en Sàruman és lleugerament diferent dels llibres, presentant-se com un mer servent d'en Sàuron i no com un agent independent. També s'ha exclòs de la pel·lícula la trama de l'Assot de la Comarca.